# Tirumala limniace

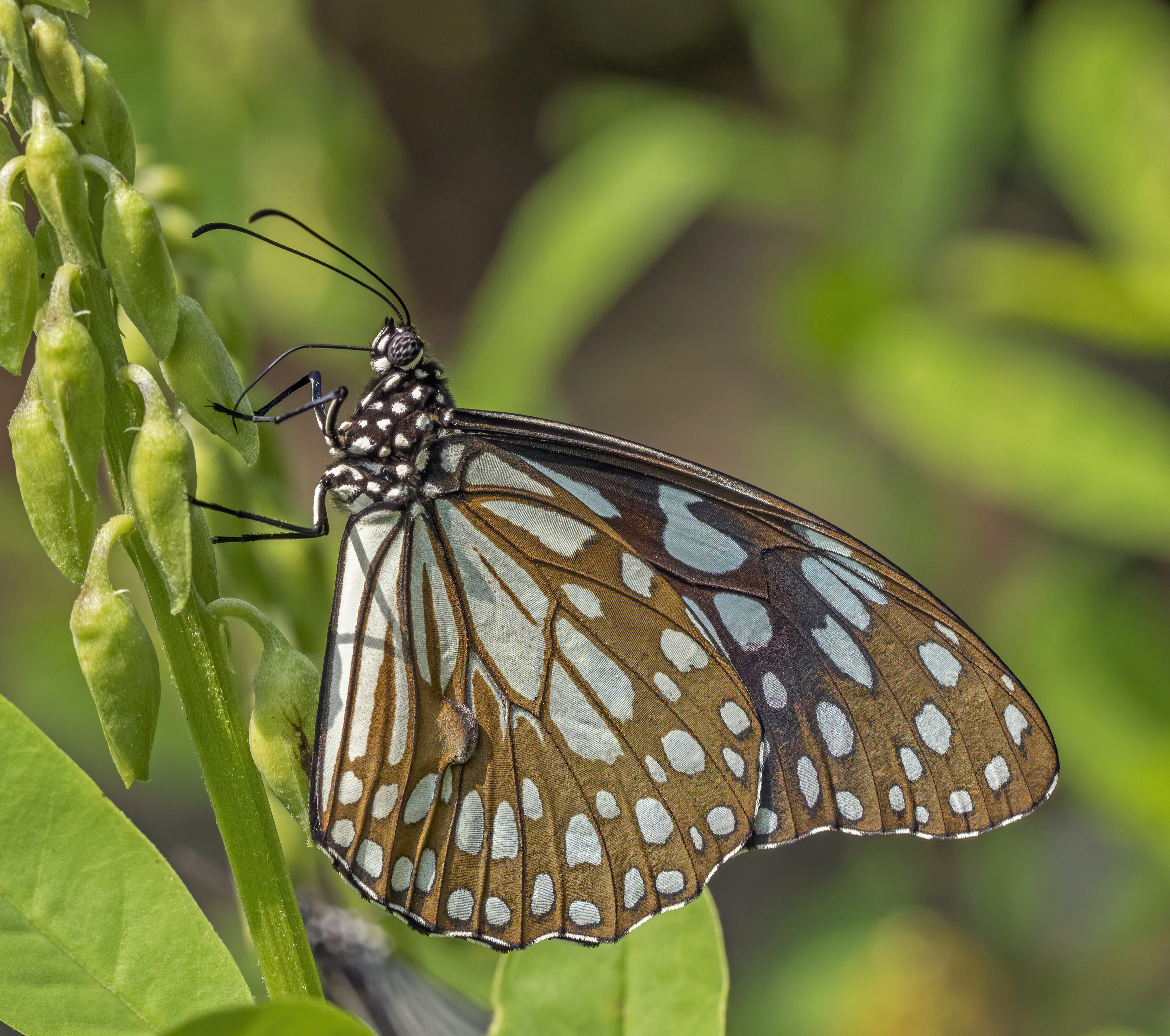
Tirumala limniace exoticus, Kumarakom, Kerala, Indie

Tirumala limniace – gatunek motyla z rodziny rusałkowatych, podrodziny danaidowatych. Prowadzi stadne migracje w południowych Indiach.

## Budowa

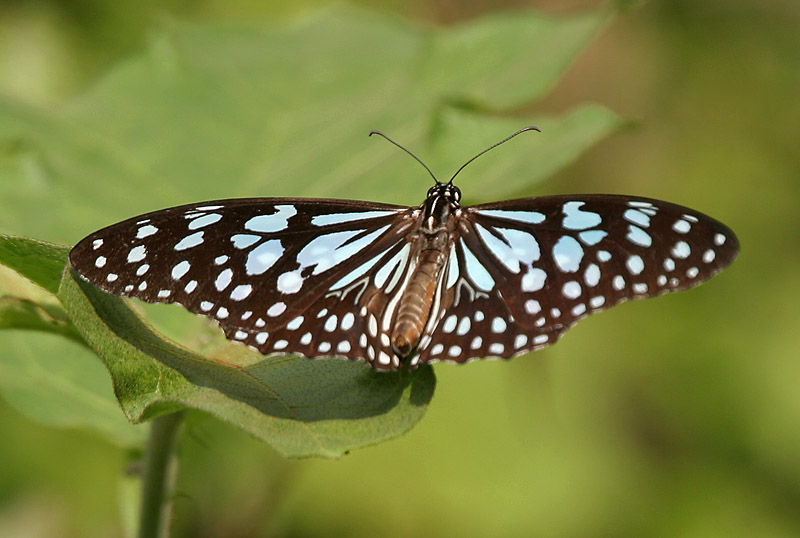
Osobnik sfotografowany w okolicy Narendrapur w pobliżu Kolkata, Bengal Zachodni, Indie

Grzbietowa strona ciemna z niebieskawobiałymi półszklistymi plamkami i paskami. Przednie skrzydło: w przestrzeni 1 widać 2 pręgi, czasami łączące się, a także plamkę za cell, pręga od nasady i wcinająca się od zewnątrz plamka na wierzchołku; duża owalna plamka przy nasadzie przestrzeni 2, kolejna analogicznie ułożona w przestrzeni 3 z mniejszą plamką za tamtą wzdłuż termen; 5 ułożonych ukośnie pręg preapikalnych i dość nieregularne subterminalna i terminalna serie plamek (ta ostatnia mniejsza). Tylne skrzydło: przestrzenie 1b, 1a i 1 z pręgami idącymi od nasady, w dwóch ostatnich podwójnymi, cell z widłowatym szerokim pasem, niższa odnoga z hakiem bądź ostrogowatą smukłą pętlą, u nasady 4 lub 5 szeroki i wydłużony pas, u nasady 6 plamka kwadratowego kształtu; prócz tego liczne rozproszone i nierówne plamki subterminalne i terminalne.
Spodnia strona: bazalne ⅔ przedniego skrzydła czarne, wierzchołek i skrzydło tylne oliwkowobrązowe. Plamki i pręgi w większości jak na stronie grzbietowej. Czułki, głowa i tułów czarne, głowa i tułów zdobione plamkami i pręgami białej barwy. Brzuch ciemny w górnej części, nakrapiano ochrą i bielą poniżej. Samiec ze znaczeniami płciowymi wtórnymi w formie 1.

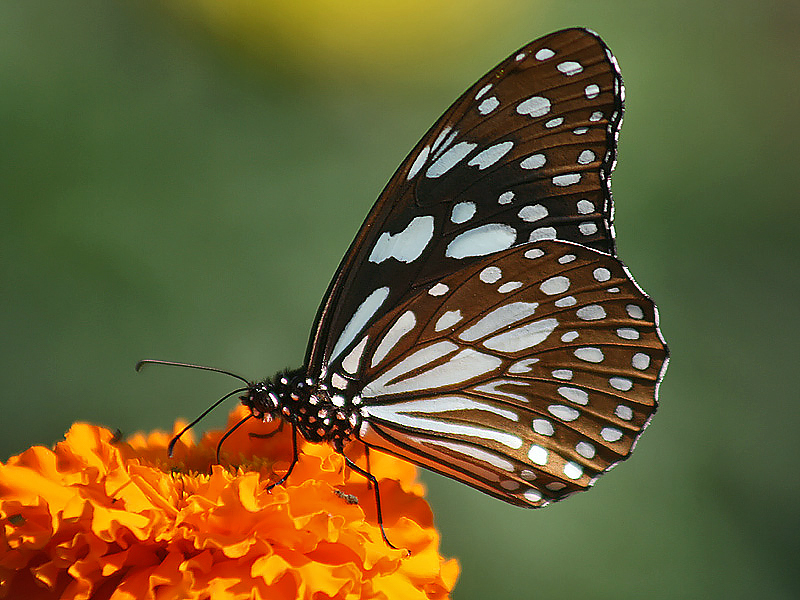
Osobnik z Kalkuty, Bengal Zachodni, Indiae

Rozpiętość skrzydeł: 98–106 mm.

## Cykl życiowy

### Rośliny żywicielskie

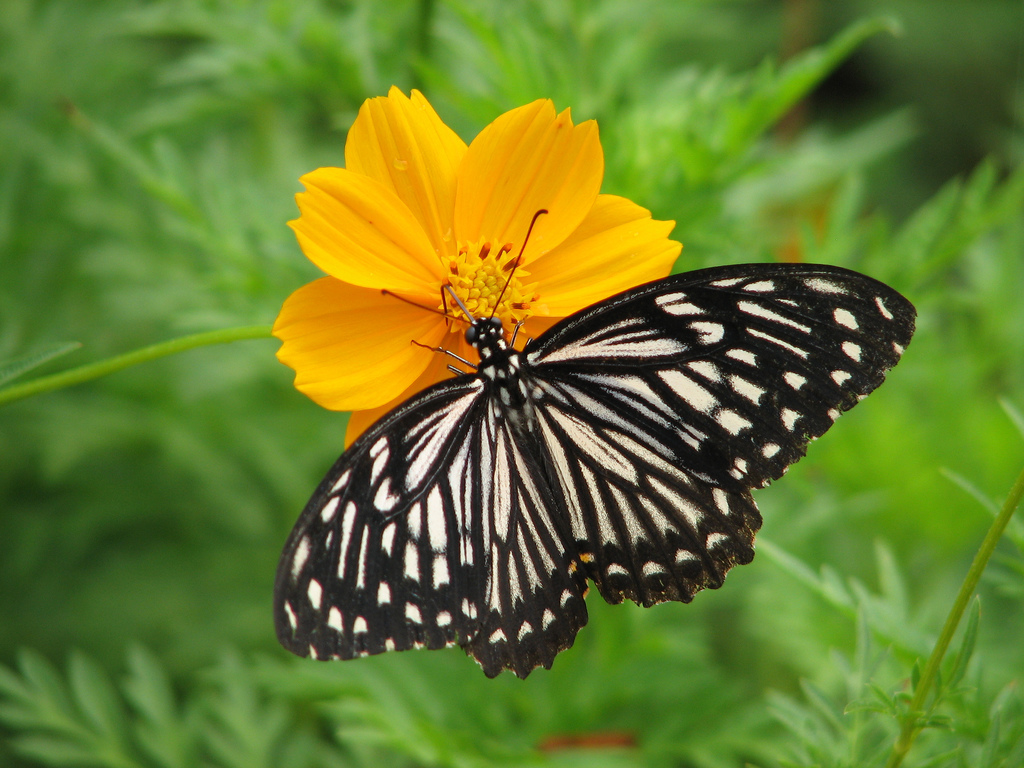
Mimikra gatunku Papilio clytia, formy dissimilis

Larwa żywi się ogólnie roślinami z rodziny trojeściowatych. Odnotowano następujące rośliny żywicielskie:
- Asclepias
- Calotropis
- Heterostemma
- Marsdenia
- Dregea volubilis
- Heterostemma cuspidatum
- Hoya viridiflora
- Marsdenia tenacissima
- Crotalaria spp.
- Epibaterium spp.
- Soya[1]

### Larwa
Gąsienica zabarwiona jest żółtawobiało. Na 3. i 12. segmencie występuje po parze mięsistych filamentów koloru czarnego i zielonkawobiałego. Każdy z segmentów nosi 4 poprzeczne białe pasy, 2. z nich w całości szerszy od pozostałych, rozdwojony bocznie, na każdym boku żółta podłużna linia. Głowa, stopy i walwy nakrapiane czerniąpoczątkowo 5 mg, ale rośnie, osiągając dwukrotność pierwotnej długości i czterokrotność masy w ciągu 48 h.

### Poczwarka
Frederic Moore opisał ją jako zieloną ze złotymi, rozrzuconymi plamkami oraz perlistym sierpem na grzbiecie.

## Rozmieszczenie geograficzne
Azja Południowa, Azja Południowo-Wschodnia, a także północny wschód Queensland w Australii.

## Siedlisko

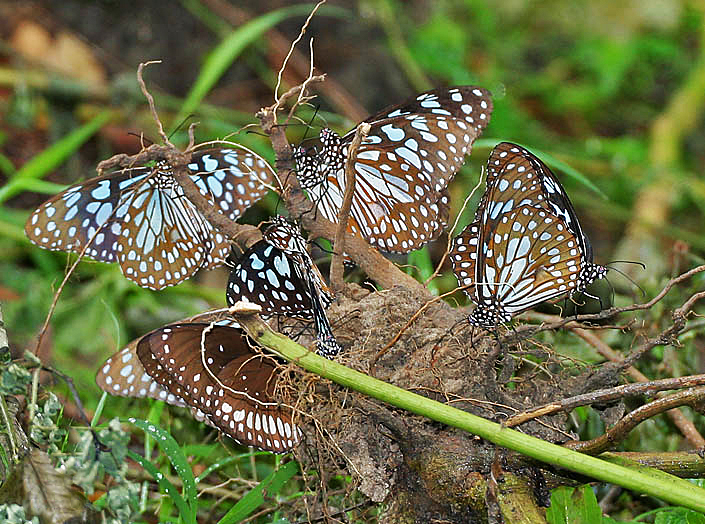
Zbiorowiska wraz z Euploea core w Kalkucie, Bengal Zachodni, Indie

Gatunek prowadzi dalekie migracje w czasie monsunów w południowych Indiach. Populacje migrujące składają się prawie wyłącznie z samców. Podczas migracji wykazuje zachowanie określane po angielsku jako mud-puddling.

## Galeria form cyklu życiowego

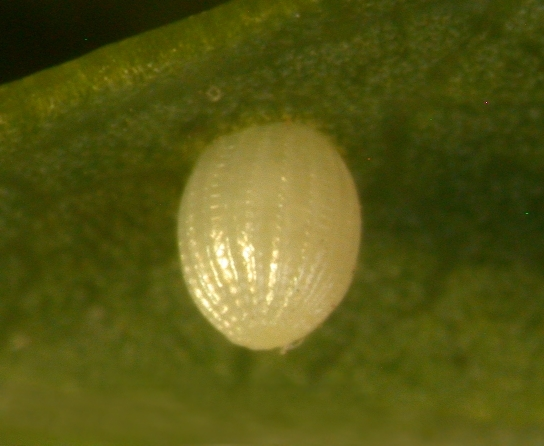
Jajo
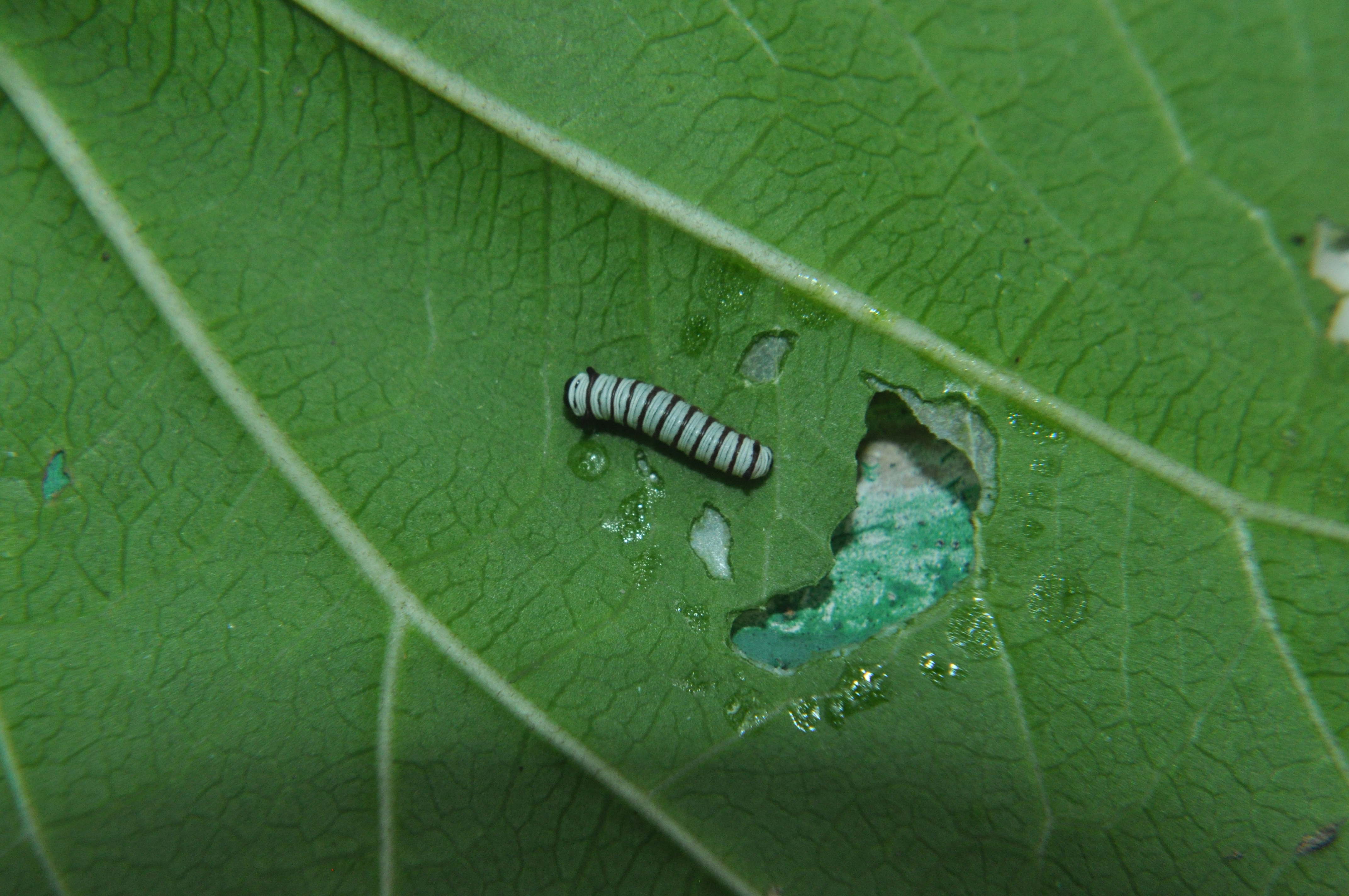
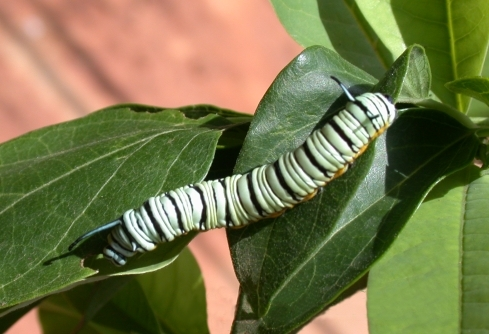
Gąsienica
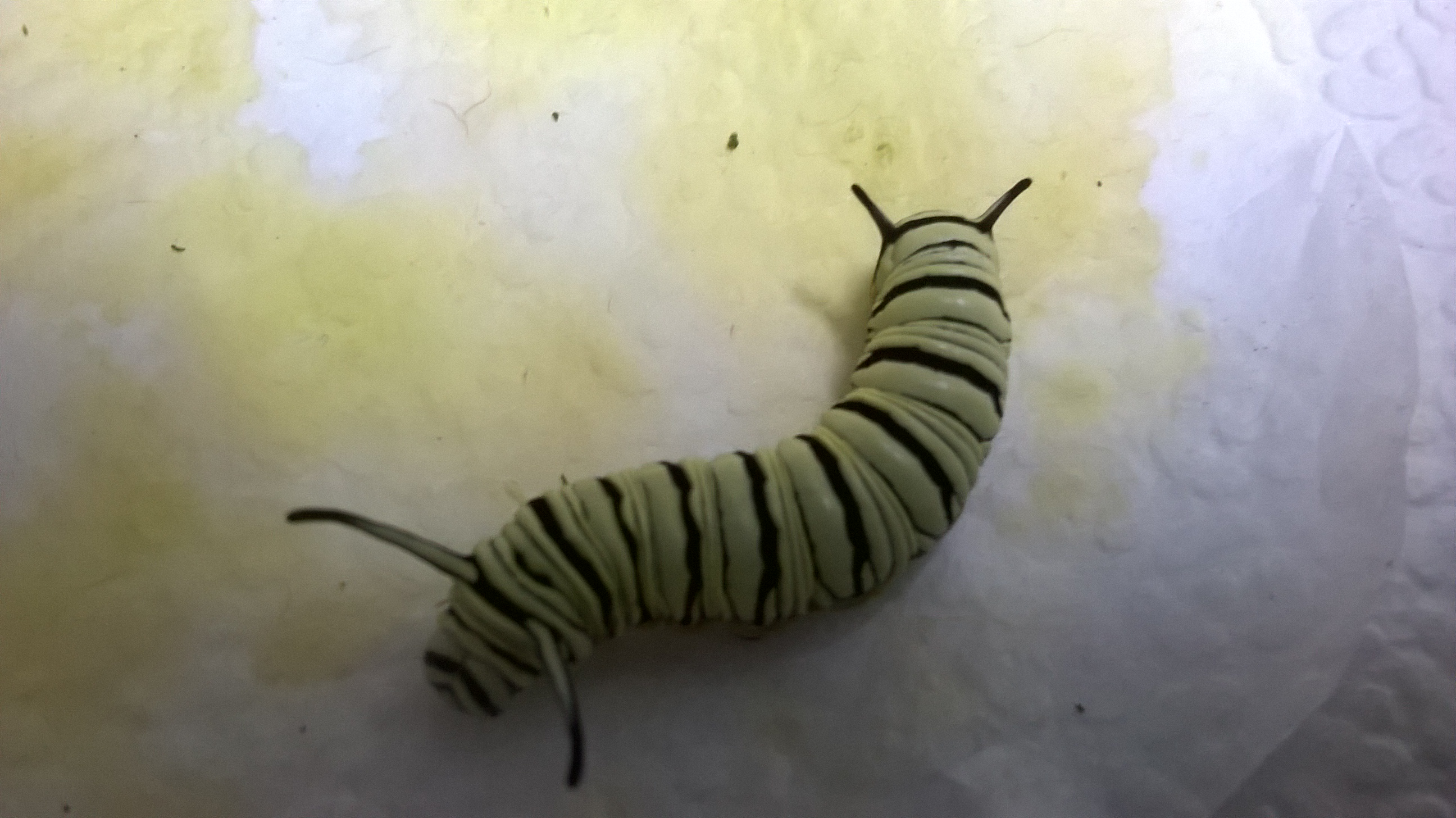
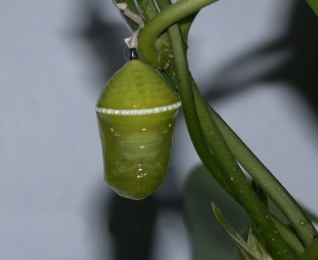
Poczwarka
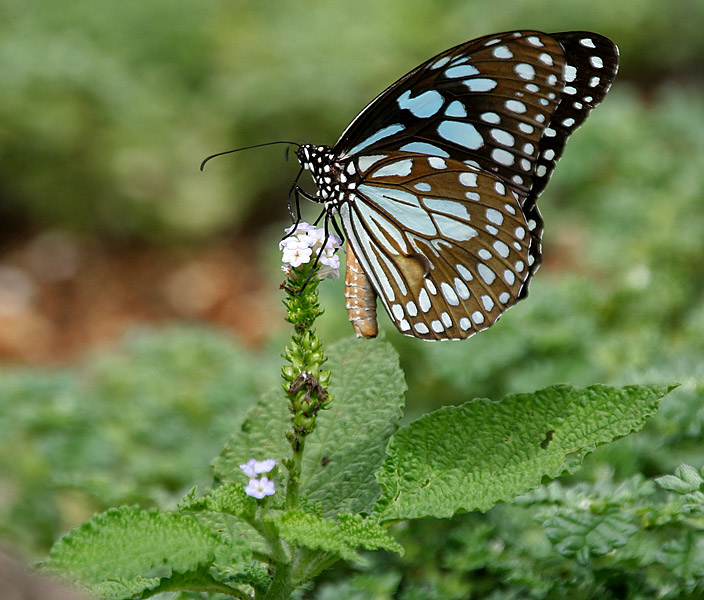
Imago na Heliotropium indicum w okolicy jeziora Pocharam, Andhra Pradesh, Indie